# Aleuroclava burmanicus
Aleuroclava burmanicus es un insecto hemíptero de la familia Aleyrodidae.
Fue descrita científicamente por Singh en 1938.